# Réseau téléphonique numérique multiservice
 (décembre 2015).
Si vous disposez d'ouvrages ou d'articles de référence ou si vous connaissez des sites web de qualité traitant du thème abordé ici, merci de compléter l'article en donnant les références utiles à sa vérifiabilité et en les liant à la section « Notes et références ».
Réseau Téléphonique Numérique Multiservice (en abrégé RTNM) est l'appellation d'une liaison numérique de télécommunication qui était commercialisée par France Télécom et qui reliait un client et un brasseur numérique ou un autre brasseur permettant de faire circuler 32 IT (à 64 kb/s, dont deux de contrôle). Ce type de liaison est aussi appelé bloc primaire numérique (BPN) ou liaison E1 avec une vitesse de 2 Mbit/s ; elle utilise un codage HDB3 sur deux paires de cuivre torsadées 8/10 mm.
- RTNM BB (Brasseur Brasseur)
- RTNM CB (Client Brasseur)